# Campionati del mondo di mountain bike 2012 - Trial Uomini Junior 26"
La Trial Uomini Junior 26" dei Campionati del mondo di mountain bike 2012 si è svolta il 7 settembre 2012 a Saalfelden, in Austria. La gara è stata vinta dallo svizzero David Bonzon.

## Classifica
| Pos. | Corridore           | Squadra       | Penalità |
| ---- | ------------------- | ------------- | -------- |
| 1    | David Bonzon        | Svizzera      | 16 p.ti  |
| 2    | Jack Carthy         | Gran Bretagna | 17 p.ti  |
| 3    | Eloi Paré Caballé   | Spagna        | 30 p.ti  |
| 4    | Clément Meot        | Francia       | 33 p.ti  |
| 5    | Jonathan Sandritter | Germania      | 44 p.ti  |
| 6    | Alexis Figuière     | Francia       | 45 p.ti  |
| 7    | Nils-Obed Rieker    | Germania      | 50 p.ti  |
| 8    | Thibald Stefan      | Francia       | 53 p.ti  |